# 贝亚特·埃里克森
贝亚特·玛丽·埃里克森（挪威語：Beate Marie Eriksen，1960年10月19日—）是一名挪威女演员和电影导演，是二战王牌飞行员马里厄斯·埃里克森（Marius Eriksen）之后。她还是高山滑雪家斯泰因·埃里克森的侄女，她的配偶是演员托拉尔夫·迈于斯塔。